# Silleda
Silleda és un municipi de la província de Pontevedra a Galícia. Pertany a la Comarca do Deza. Limita al nord amb Vila de Cruces, a l'est i sud amb Lalín i a l'oest amb A Estrada i Forcarei. El municipi inclou les parròquies de: 
- Abades (Santa María)
- Ansemil (San Pedro)
- Breixa (Santiago)
- Carboeiro (Santa María)
- O Castro (San Mamede)
- Cervaña (San Salvador)
- Chapa (San Cibrao)
- Cira (Santa Baia)
- Cortegada (Santa María)
- Dornelas (San Martiño)
- Escuadro (San Salvador)
- Fiestras (San Martiño)
- Graba (Santa María)
- Lamela (San Miguel)
- Laro (San Salvador)
- Manduas (San Tirso)
- Margaride (San Fiz)
- Martixe (San Cristovo)
- Moalde (San Mamede)
- Negreiros (San Martiño)
- Oleiros (San Miguel)
- Parada (San Tomé)
- Pazos (San Martiño)
- Piñeiro (San Xiao)
- Ponte (San Miguel)
- Refoxos (San Paio)
- Rellas (San Martiño)
- Saídres (San Xoán)
- Siador (San Miguel)
- Silleda (Santa Baia)
- Taboada (Santiago)
- Vilar (San Martiño)
- Xestoso (Santa María)

| 11483 | 12532 | 13490 | 9980 | 9089 |
| Fonts: INE i IGE (Els criteris de registre censal variaren i les dades de l'INE i de l'IGE poden no coincidir.) |       |       |      |      |

## Història
La major part d'aquestes parròquies apareixen formant part de la Jurisdicció de Trasdeza, en el segle xvii, que pertanyia a la província de Santiago. D'aquesta Jurisdicció eren vint-i-cinc de les actuals parròquies; les altres pertanyien a les Jurisdiccions de Cira, Carboeiro i Camanzo; la de Desocupada, abans parròquia, a la jurisdicció de Deza i la de Refoxos al Couto de Acibeiro. La denominació de Trasdeza, apareix ja esmentada en l'Alta Edat Mitjana i la parròquia de Santa María de Cortegada an Trasdeza, figura en documents. En el Segle xvii s'esmenta l'arxiprestat de Trasdeza com depenent del arxidiacat de Deza, de la diòcesi de Lugo. Trasdeza apareix, per tant com denominació eclesiàstica que en 1645 designa aquest arxiprestatge.

## Personalitats
- Antón Alonso Ríos, líder agrarista i diputat.